# 陳樹曦

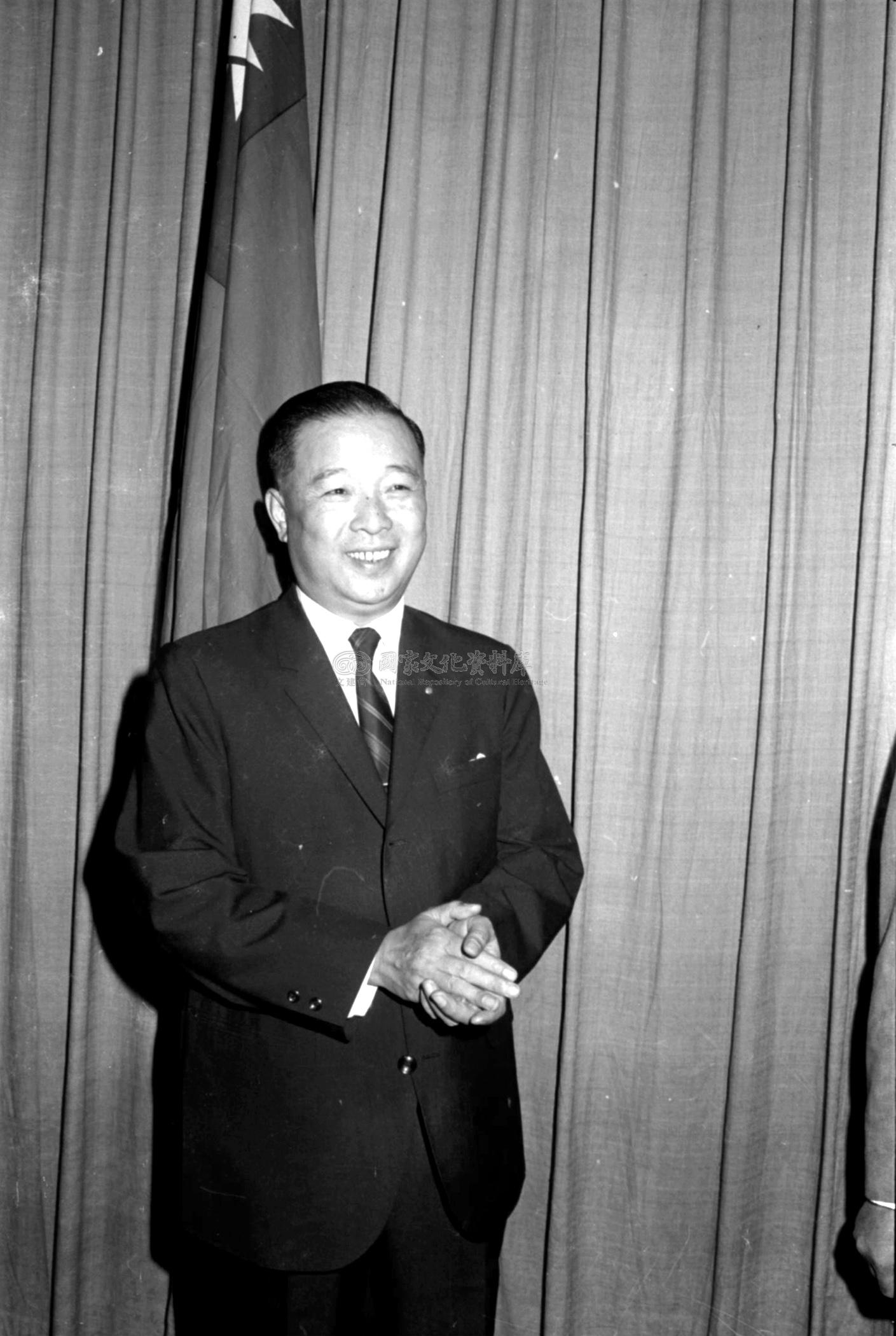
攝於1968年

陳樹曦（1909年—2012年），中華民國交通界人士，曾任臺灣鐵路管理局局長、臺灣省政府交通處處長和中華民國交通部政務次長。

## 生平
陳樹曦從北平交通大學鐵路管理學院畢業後，即投入鐵路工作，在1948年自大陸來台。來台大約半個月，台灣省政府改組台灣鐵路管理委員會為台灣鐵路管理局，郎鍾騋被派任首任局長，費驊任副局長時，擔任運務處長。1961年，陳樹曦升任台鐵副局長。
1968年，陳樹曦接替林則彬，成為台鐵局長。陳於台鐵局長任內獲得世界銀行貸款，大幅推動鐵路建設，完成鐵路號誌自動化。1972年，陳轉任台灣省交通處長，期間規劃北迴鐵路、鐵路電氣化；興建蘇澳港、台中港。1978年，陳再轉任交通部政務次長，直至1984年退休。

## 去世
2012年1月，陳樹曦在美國舊金山過世，享年103歲。

## 外部連結
| 官衔          | 官衔                                           | 官衔          |
| ------------- | ---------------------------------------------- | ------------- |
| 行政院        |                                                |               |
| 前任： 林則彬 | 台鐵局局長 第七任 1968年10月25日－1972年6月8日 | 繼任： 陳德年 |